# فرانسوا بنجامين
فرانسوا بنجامين هو سياسي كندي، ولد في 18 أبريل 1962 في مونتريال في كندا. حزبياً، نشط في Action démocratique du Québec ‏. وقد انتخب عضو الجمعية الوطنية في كيبك ‏.